# Хан Тенгри
Хан Тенгри (на казахски: Хан Тәңірі; на киргизки: Кан-Теңири; на уйгурски: خان تېڭرى; на китайски: 汗腾格里峰) е величествен пирамидален връх, вторият по височина в Тяншан.
През него се пресичат границите на 3 държави: Киргизия, Казахстан и Китай (Синдзян-уйгурски автономен регион). Надморската му височина е 6995 m, но заедно с ледената шапка става 7010 m, поради което е включен в списъка на седемхилядниците.

## Име
В превод името Хан Тенгри означава Повелител на небето и има пряка връзка с тенгризма. Другото име на върха на казахски – Кан Тау, се превежда като „кървав връх“, поради розовия мрамор, от която е изградена пирамидата на върха, която допълнително почервенява при залез слънце.

## Местоположение
Намира се в Централен Тяншан, на изток от езерото Исък Кул. Дълго време е бил смятан за най-високия връх в Тяншан, поради отличната му видимост от териториите на Киргизстан и Казахстан. Хан Тенгри е най-северно разположеният седемхилядник на планетата. Намира се на 16 км на север по въздушен път от най-високия тяншански връх Връх Победа (7439 м), който обаче остава скрит в планинския масив и не се вижда от низините. Върхът е най-високата точка на едноименния хребет, на който са разположени и шестхилядниците Чапаев (6371 м) и Горки (6050 м). От двете страни на хребета са разположени ледниците Северен и Южен Инилчек (най-големият ледник в Тяншан).
От много алпинисти е определян като един от най-красивите върхове заради правилните геометрични форми и доминиращото му положение.

## История
Връх Хан Тенгри е известен от древността, споменаван е от много пътешественици. Първият европеец, описал върха, е руският географ и пътешественик Пьотър Семьонов-Тяншански (1857 г.). Той наблюдава върха от хребета Терескей-Ала-Тоо (Терескейски Алатау), разположен южно от езерото Исък Кул. Тъй като му е известно, че местните наричат най-високия връх в Тяншан Хан Тенгри, той нанася в картите си и в доклада си това име срещу котата на импозантния връх, който наблюдава. Това става въпреки възраженията от страна на неговите местни водачи, които твърдели, че те наричат върха Кан Тоо (Кървавия връх) и че не този връх се нарича Хан Тенгри, а друг, който от тази гледна точка не се вижда. Всъщност, Семьонов-Тяншански допуска грешка, защото „оригиналният“ връх Хан Тенгри е наистина най-високият връх на Тяншан, който днес се нарича Дженгиш Чокусу (старо име – връх Победа).
По-късно, през 1895 г., шведският пътешественик Свен Хедин минал през Тяншан откъм Китай, видял и измерил почти точно „оригиналния“ Хан Тегри (днешния връх Победа), разположен на хребета Какшаал Тоо. Немският географ Готфрид Мерцбахер, който достига ледника Инилчек в подножието на пирамидата, също описва несъответствието. Едва през 1943 г., 50 години след Свен Гедин, съветските топографи откриват грешката, но в картите така и остават имената Хан Тегри за величествената пирамида и връх Победа за най-високия връх в Тяншан.

## Изкачвания
Първото успешно изкачване на върха е на 11 септември 1931 г., когато трима съветски алпинисти: водач Михаил Погребецки, Борис Тюрин и Франц Цауберер, стъпват на върха. Проучването на маршрута отнема около две години. Изкачването става от юг, през ледника Инилчек, през връх Чапаев и през западния ръб на хребета.
Първото изкачване от север (от Казахстнан) става през 1964 г., от съветска експедиция, водена от Е. И. Там и К. Кузмин. Първата група на Там прави подготовка на трасето, но не успява да изкачи последните 200 метра до върха поради влошените метеорологични условия. Два дни по-късно втората група на К. Кузмин успешно изкачва върха.
През 1936 година швейцарският алпинист и фотограф Лоренц Саладин (Lorenz Saladin), комунист, допускан до някои планински райони в азиатската част на СССР със съветските си приятели, се включва в експедиция до върха, но на слизане загива. Снимките му за ценни документи за живота в Азия през 30-те години на ХХ век. За него швейцарската писателка и фотографка Анемари Шварценбах написва книгата „Лоренц Саладин – един живот за планините“ (Lorenz Saladin - ein Leben für die Berge).
Многобройните портрети на съветски алпинисти са последните в живота им, защото голяма част от тях са избити в годините на чистки и сталински терор.
До 1988 г. върхът е „затворен“ за изкачвания от чуждестранни алпинисти.
Кан Тенгри е изкачен от български алпинисти за първи път на 17 юли 1989 г. (Иван Вълчев, Веселин Чаушев, Господин Динев, Тодор Тодоров, Емануил Деянов, Стамен Станимиров, Пламен Кирилов и Радослав Славов).

## Интересни факти
- Днес са разработени поне 25 маршрута за изкачване от север и от юг.
- Алпинистът Анатолий Букреев, 21-кратен покорител на Хималайските осемхилядници е заявявал, че Хан Тенгри е може би най-красивият връх в света заради геометрически правилната си симетрия.
- Хан Тенгри често е използван като тренировъчна база за алпинисти, готвещи се за Хималайските осемхилядници.
- Рекордът за скоростно изкачване принадлежи на казахския алпинист Денис Урубко (изкачил върха над 10 пъти). През 2000 г. той се изкачва от базовия лагер (4000 м) до върха за 7 часа и 40 минути.
- Рекордът за брой изкачвания на върха е на 62-годишния новосибирец Глеб Соколов, който до 2016 г. прави 34 успешни качвания.[5]
- Върхът е изобразен на киргизките банкноти от 100 сома.

## Галерия
- Пирамидата на Хан Тенгри
- Хан Тенгри от север
- Изкачване по северната страна между C1 a C2
- Горните части на върха
- Панорама на Тян Шан, Хан Тенгри е в центъра
- Северната стена с ледника Северен Инилчек
- връх Чапаев
- Банкнота от 100 сома, 2002 г., Киркизстан